# Magoumi
Magoumi est l'un des cinq arrondissements de la commune de Glazoué dans le département des Collines au Bénin.

## Géographie
L'arrondissement de Magoumi est situé au nord-ouest du Bénin et compte 5 villages que sont Houala, Aidjesso, Hai, Monso et Oguirin.

## Démographie
Selon le recensement de la population de 2013 conduit par l'Institut national de la statistique et de l'analyse économique (INSAE), Magoumi compte 10538 habitants  .